# Aprostocetus calamarius
Aprostocetus calamarius är en stekelart som beskrevs av Graham 1961. Aprostocetus calamarius ingår i släktet Aprostocetus och familjen finglanssteklar. Arten är reproducerande i Sverige. Inga underarter finns listade i Catalogue of Life.